# Le Port d'Ostie avec l'embarquement de sainte Paule
Le Port d'Ostie avec l'embarquement de sainte Paule ou L'embarquement de sainte Paule est un tableau peint à l'huile sur toile par le peintre français du Baroque Claude Lorrain en 1639-1640 pour le palais du Buen Retiro par commission de  Philippe IV (roi d'Espagne). Il est conservé actuellement au musée du Prado à Madrid.

## Historique de l'œuvre
Commande de Philippe IV pour décorer le palais du Buen Retiro (en particulier pour la Galerie des Paysages), cette œuvre fait partie d’une série picturale à laquelle ont également participé d’autres grands peintres de l’époque, dont Nicolas Poussin, Herman van Swanevelt, Jan Both, Gaspard Dughet et Jean Lemaire. Elle passe de la collection royale au musée du Prado de Madrid, où elle est actuellement conservée (nº de catalogue 2252).
Calude Lorrain a réalisé huit tableaux monumentaux pour le palais du Buen Retiro, en deux groupes : quatre de format longitudinal (en 1635-38: Paysage avec la tentation de saint Antoine, Paysage avec saint Onuphre, Paysage avec sainte María de Cervelló et une oeuvre inconnue) et quatre de format vertical (en 1639-41: Paysage avec Tobie et Raphaël, Le Port d'Ostie avec l'embarquement de sainte Paule, Paysage avec Moïse sauvé des eaux du Nil, Paysage avec l’enterrement de sainte Séraphie). Le programme iconographique, inspiré de la Bible et La Légende dorée, a été choisi par Gaspar de Guzmán, comte-duc d'Olivares, que dirige les travaux.
Ce tableau formait un pendant avec Paysage avec Tobie et Raphaël, également au Prado : alors que sainte Paule représente l’aube, Paysage avec Tobie et Raphaël est situé au coucher du soleil, symbolisant le passage du temps.
Cette œuvre figure sous le numéro 49 dans le Liber Veritatis, le cahier de dessins où Claude notait toutes ses œuvres pour éviter les falsifications.

## Description et analyse
Peinture religieuse, l'ouvrage figure le moment où, au IVe siècle, sainte Paule dit au revoir à ses enfants et s’embarque dans le port romain d’Ostie vers la Palestine, où elle vivra comme ermite avec saint Jérôme. Mais le thème religieux est plutôt un prétexte pour peindre un paysage. Claude reprend le thème de sainte Paule dans deux autres œuvres, l’une conservée dans la collection d'Arthur Wellesley de Wellington (Stratfield Saye House) et l’autre au musée départemental d'art ancien et contemporain des Vosges à Épinal.
C’est l’une des œuvres les plus connues de Claude Lorrain, très représentative du type de paysage réalisé par les grands maîtres du classicisme baroque comme Poussin et Claude lui-même, avec des architectures monumentales ou des ruines encadrant une nature presque toujours idyllique et paisible. La lumière dorée du soleil à l’horizon et la petitesse des figures dans l’ambiance grandiose qui les entoure sont caractéristiques de Claude.
La composition du tableau est structurée avec un point de fuite central (où se situe le soleil), auquel conduit le scénario organisé sous forme de coulisses théâtrales, avec des architectures situées des deux côtés de la scène. Cette architecture est anachronique par rapport à la scène représentée, car au lieu d’appartenir à la Rome antique, elle correspond stylistiquement à l’architecture de la Renaissance.
Le tableau comporte deux inscriptions : IMBARCO S PAVLA ROMANA PER TERRA Sta (en bas à droite) et PORTUS OSTIENSIS A(ugusti) ET TRA(iani) (devant sur une pierre).

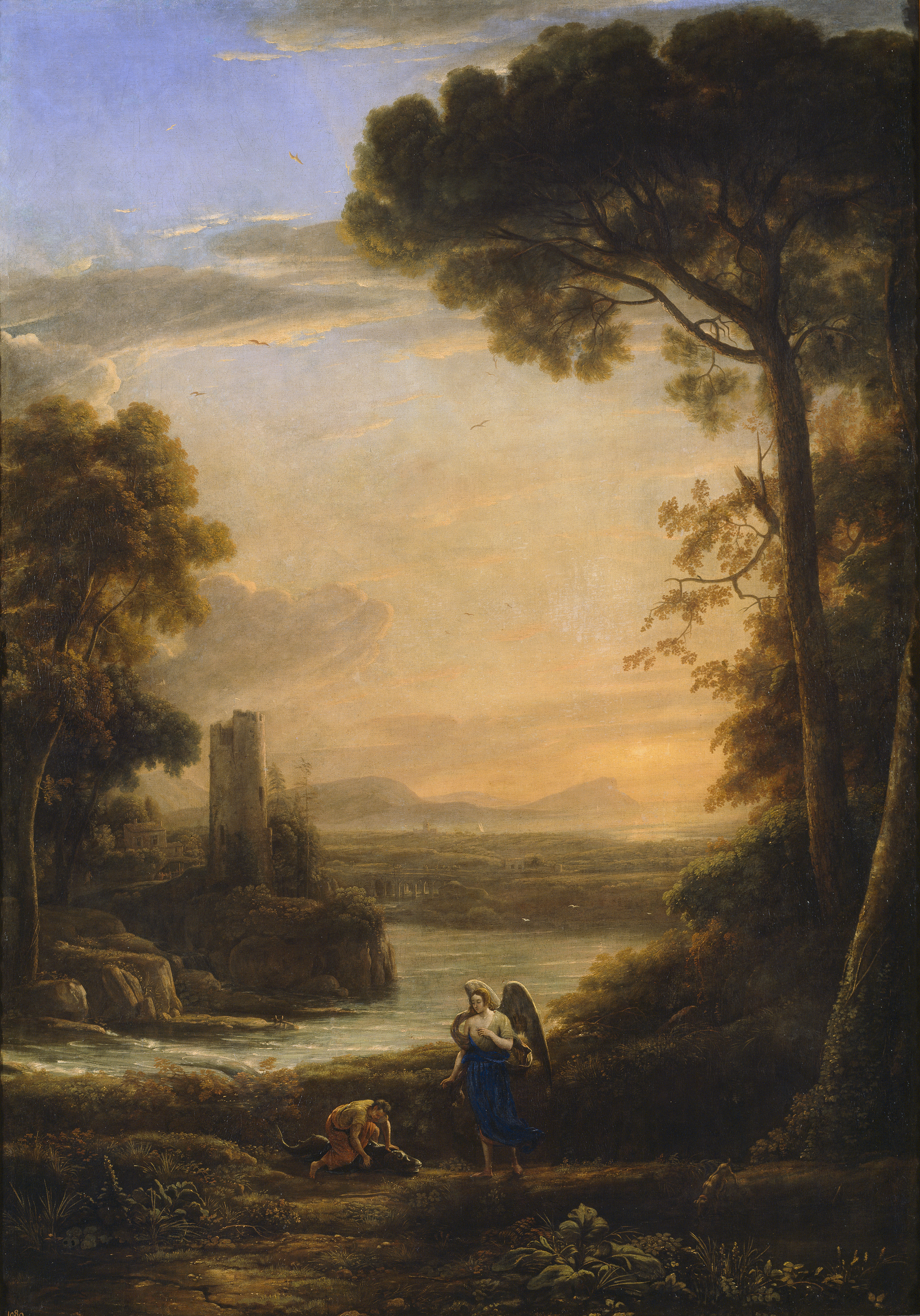
Paysage avec Tobie et Raphaël, son pendant
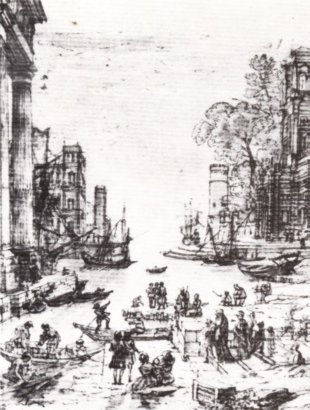
Dessin correspondant dans le Liber Veritatis (British Museum, Londres)